# Godów (Radom)
Godów (früher auch Godów Długojowski) ist ein Stadtteil von Radom der Woiwodschaft Masowien in Polen, um 4 km südlich des Stadtzentrums.

## Geschichte
Der Ort wurde im Jahr 1412 als Godow erwähnt. Der besitzanzeigende Name ist vom Personennamen God abgeleitet, im 16. Jahrhundert wurde der Name mit dem Adjektiv Dlugoiowski (1569, nach dem Ort Długojów) hinzugefügt.

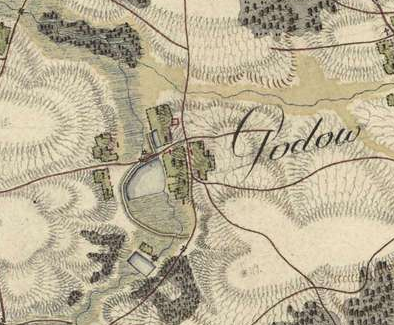
Godów auf einer österreichischen Karte Westgaliziens aus dem frühen 19. Jahrhundert

Politisch und administrativ gehörte das Dorf zum Königreich Polen (ab 1569 Adelsrepublik Polen-Litauen), Woiwodschaft Sandomir, Kreis Radom. Bei der Dritten Teilung Polens wurde Godów 1795 mit Westgalizien an das Königreich Galizien und Lodomerien des habsburgischen Kaiserreichs angeschlossen. 1809 kam es ins Herzogtum Warschau und 1815 ins neu entstandene russisch beherrschte Kongresspolen. 1827 gab es dort 9 Häuser mit 94 Einwohnern.
1859 verkaufte der Dorfbesitzer Marcin Dunin Sulgostowski die Ackerfelder an polnische und deutsche Kolonisten. Bis um 1880 stieg der Zahl der Häuser auf 17, der Einwohner auf 150 und eine Grundschule wurde eröffnet. Die privaten Bauernhöfe wurden inzwischen oft wieder abgekauft, aber die Lutheraner machten bis zur Zwischenkriegszeit die Mehrheit der Bewohner aus und Godów gehörte zu den größten eingepfarrten Ortschaften der evangelisch-augsburgischen Gemeinde in Radom.
Nach dem Ende des Ersten Weltkriegs kam Godów zu Polen. Im Jahr 1921 hatte die Kolonie Godów in der Gemeinde Kowala-Stępocina im Powiat Radomski der Woiwodschaft Kielce 32 Häuser mit 221 Einwohnern, davon deklarierten sich alle als Polen, außer 89 Katholiken, gab es 132 Lutheraner (außerdem lebten in der Gemeinde polnische Protestanten unter anderem in Kotarwice – 153, Augustów – 42, Zabierzów – 37, Błonie – 28).
Im Zweiten Weltkrieg gehörte es zum Distrikt Radom im Generalgouvernement.
Der Stadtteil ist heute von Einfamilienhäusern bebaut. Ab 2009 gehört der ehemalige lutherische Friedhof wieder zur Pfarrgemeinde Radom.